# José Marcelo Ferreira
José Marcelo Ferreira, més conegut com a Zé Maria (Oeiras, 25 de juliol de 1973) és un exfutbolista brasiler, que ocupava la posició de defensa.

## Trajectòria
Inicia la seua carrera en diversos clubs brasilers, com la Portuguesa o el Clube de Regatas do Flamengo. Després de destacar al Sociedade Esportiva Palmeiras, marxa a Europa per jugar amb la Parma FC italiana, que el cedira a dos clubs brasilers: Vasco da Gama i Cruzeiro.
De nou a Itàlia, recala a la Perugia Calcio, on roman quatre temporades, en les quals suma 164 partits i 16 gols. El 2004, la Perugia perd la categoria i el brasiler recala al FC Inter de Milà. Al conjunt milanés hi roman dues temporades, tot i que en la segona només juga vuit partits. La temporada campanya 06/07 marxa al Llevant UE, de la primera divisió espanyola.
El gener del 2008 i després de diversos acords fallits amb clubs anglesos, hi retorna a la Portuguesa, equip en el qual milita fins al mes d'agost d'eixe any. Fitxa llavors pel A.S.D. Città di Castello, un modest equip amateur de la lliga Eccellenza Umbria.

## Selecció
Zé Maria ha estat internacional brasiler en 43 ocasions, tot marcant dos gols. Ha participat en la Copa Amèrica de 1997, en la Copa Confederacions de 1997 i 2001 i a la Copa d'Or de la Concacaf de 1996 i 1998.
Amb la selecció olímpica va guanyar la medalla de bronze als Jocs Olímpics d'Atlanta de 1996.